# Mr Hublot
Mr Hublot es un cortometraje animado luxemburgués de 2013, dirigido por Laurent Witz y Alexandre Espigares. Ganó un premio Óscar en la categoría de mejor cortometraje animado.

## Trama
Mr. Hublot es un hombre que vive en un pequeño departamento, en una ciudad futurista y sobrepoblada. El personaje demuestra un trastorno obsesivo-compulsivo, al prender y apagar las luces de su departamento antes de irse a dormir, y al enderezar con cuidado los cuadros que están colgados en las paredes. El hombre además le ha puesto varios pestillos a las puertas de su casa.
Un día, Hublot ve a un perro robótico en la calle, el cual parece estar abandonado. El hombre no le presta mayor atención y continúa con sus tareas diarias. Al día siguiente, cuando un camión de recogida de desechos se lleva la caja de cartón donde duerme el animal, Hublot baja a la calle e intenta detenerlo, pero el vehículo se va. Posteriormente el protagonista descubre que el animal no había muerto, y lo adopta como su mascota.
El tiempo pasa, y el perro va aumentando su tamaño, llegando incluso a ser más grande que su dueño. El tamaño del animal pasa a convertirse en un problema, debido a que afecta el orden que Hublot busca tener en su hogar. Una noche, cuando escucha que su mascota ha roto algunas cosas de su departamento, el protagonista toma un destornillador eléctrico y se acerca al animal. Inmediatamente después se muestra a Hublot cortando y desmontando unas piezas metálicas y guardándolas en una cajas.
En la siguiente escena se ve al protagonista de vuelta a la normalidad, enderezando los cuadros y sentándose para ver televisión. Junto a él está su mascota, quien ha aumentado considerablemente su tamaño desde la última vez que se le vio. Tras esto se revela que Hublot no había desmontado al perro, sino que se mudó a una bodega de mayor tamaño, ubicada al frente de su antiguo departamento.

## Premios
| Año  | Premio                    | Categoría                  | Receptor(es)                       | Resultado |
| ---- | ------------------------- | -------------------------- | ---------------------------------- | --------- |
| 2014 | Premios Óscar             | Mejor cortometraje animado | Laurent Witz y Alexandre Espigares | Ganador   |
| 2014 | Festival de Cine de Kerry | Mejor animación            | Laurent Witz y Alexandre Espigares | Ganador   |